# Kanał Pobłocko-Łebski
Kanał Pobłocko-Łebski – znajduje się na terenie gminy Główczyce w województwie pomorskim.
Początek kanału znajduje się na wysokości wsi Następowo, przez całą swoją długość melioruje i odprowadza nadmiar wody do Łeby. Kanał zasilany jest głównie przez zespół źródeł powyżej Następowa na zachód od wzniesienia Jastrzębnik. Do lat 50. XX wieku stosowana była nazwa niem. "LangsKanal ".